# Wólka Łaziska
Wólka Łaziska – kolonia wsi Łaziska w Polsce położona w województwie świętokrzyskim, w powiecie staszowskim, w gminie Staszów.

## Dawne części wsi – obiekty fizjograficzne
W latach 70. XX wieku przyporządkowano i opracowano spis lokalnych części integralnych dla Wólki Łaziskiej zawarty w tabeli 1.

| Nazwa wsi — miasta  | Nazwy części wsi — miasta      | Nazwy obiektów fizjograficznych — charakter obiektu                                              |
| ------------------- | ------------------------------ | ------------------------------------------------------------------------------------------------ |
| I. Gromada WIŚNIOWA |                                |                                                                                                  |
| 1. Wólka Łaziska    | 1. Dwór 2. Safader 3. Za Rzeką | 1. Grzmiąca — łąka, olszyna, źródło 2. Lasek — pole, krzaki 3. Safader — pole 4. Za Rzeką — pole |